# Nekrolog 1759
Nekrolog
◄◄
| ◄
| 1755
| 1756
| 1757
| 1758
| 1759 | 1760 | 1761 | 1762 | 1763 | ► | ►►
Weitere Ereignisse | Allgemeiner Nekrolog 1759
Die Beschreibung der verstorbenen Person sollte so kurz wie möglich gehalten sein und nur deren signifikante Tätigkeit(en) enthalten.
Neue Namen ggf. auch unter dem Geburts- und Sterbedatum, also etwa unter 1. Januar und im Geburts- und Sterbejahr (2024) eintragen (nur bei entsprechender großer Wichtigkeit). Für Beispiele siehe die schon vorhandenen Artikel.
Außerdem über die fünf zuletzt Verstorbenen, zu denen es einen ausreichend guten Artikel für eine Präsentation auf der Hauptseite gibt, nach der todesbedingten Überarbeitung der Artikel ggf. auch unter Wikipedia Diskussion:Hauptseite informieren und sie am besten auch in den anderen Wikipedia-Sprachversionen eintragen. Tipp: Regelmäßig bei news.google.de nach „ist tot“, „gestorben“ oder „verstorben“ suchen.
Wenn eine Person gestorben ist, gibt es viele Seiten zu dieser Person in der Wikipedia, die davon auch betroffen sind und entsprechend aktualisiert werden müssen. Beispiele: Namenübersichtsseite, Geburtsjahr, Geburtsort-Seiten und viele mehr.
Wie finde ich die betroffenen Seiten?
Im Suchfeld auf der linken Seite gibt man den Suchbegriff so ein: „Vorname Nachname“. Dann klickt man auf Volltext und alle Seiten mit entsprechendem Suchtext werden aufgerufen. Hier sieht man dann schnell, wo auch das Todesjahr Sinn macht oder sogar ein Teil des Artikels angepasst werden muss. Auch hilft das „Werkzeug“ auf der linken Seite sehr gut, um solche Seiten aufzufinden: „Links auf diese Seite“. Somit ist die Wikipedia wieder aktuell in allen Bereichen! Hinweis: bei Eintragung der Kategorie „Gestorben JAHR“ wird der Missbrauchsfilter 49 ausgelöst, was jedoch nicht schlimm ist. Siehe: Spezial:Missbrauchsfilter/49
Dies ist eine Liste von im Jahr 1759 verstorbenen bekannten Persönlichkeiten. Die Einträge erfolgen innerhalb der einzelnen Daten alphabetisch sortiert. Tiere sind im Nekrolog für Tiere zu finden.

## Januar
| Tag        | Name                                                              | Beruf, bekannt als                                                                 | Alter | Beleg |
| ---------- | ----------------------------------------------------------------- | ---------------------------------------------------------------------------------- | ----- | ----- |
| 2. Januar  | Cölestin Flottwell                                                | deutscher Philologe; Lehrer und Hochschullehrer in Königsberg                      | 47    |       |
| 5. Januar  | Thomas Philippe Wallrad d’Hénin-Liétard d’Alsace-Boussu de Chimay | flämischer Geistlicher, Erzbischof von Mecheln und Kardinal                        | 79    |       |
| 5. Januar  | Johann von Mayr                                                   | Chef eines preußischen Freibataillons                                              | 42    |       |
| 6. Januar  | Carl von Heppe                                                    | deutscher Jagdschriftsteller                                                       | 72    |       |
| 6. Januar  | Johann George Matthaei                                            | deutscher Kirchenlieddichter                                                       | 78    |       |
| 7. Januar  | Julius Gustav von Flemming                                        | preußischer Landrat                                                                | 55    |       |
| 7. Januar  | Antoine-René de La Roche-Fontenille                               | französischer Geistlicher, Bischof von Meaux                                       |       |       |
| 10. Januar | Ernst Gotthold Struve                                             | deutscher Mediziner, Garnisons-Arzt und Schriftsteller                             | 79    |       |
| 12. Januar | Anna von Großbritannien, Irland und Hannover                      | Princess Royal und durch Heirat Prinzessin von Oranien                             | 49    |       |
| 13. Januar | José de Mascarenhas da Silva e Lencastre, Herzog von Aveiro       | portugiesischer Adliger, 8. Herzog von Aveiro                                      | 50    |       |
| 13. Januar | Francisco de Assis de Távora                                      | portugiesischer Adliger und Militär, Vizekönig von Portugiesisch-Indien            | 55    |       |
| 15. Januar | Giovanni Antonio Guadagni                                         | italienischer Ordensgeistlicher, Kardinal                                          | 84    |       |
| 16. Januar | Placidus Amon                                                     | österreichischer Benediktiner und Philologe                                        | 58    |       |
| 16. Januar | Johann Christoph von Buseck                                       | Komtur des Deutschen Ordens                                                        | 71    |       |
| 16. Januar | Francesc Manalt i Calafell                                        | katalanisch-spanischer Violinist und Komponist                                     | ≈39   |       |
| 16. Januar | Kassian Singer                                                    | österreichischer Baumeister und Stuckateur                                         |       |       |
| 18. Januar | Philipp Andreas Kilian                                            | deutscher Kupferstecher                                                            | 44    |       |
| 19. Januar | Peter von Pennavaire                                              | preußischer Generalleutnant der Kavallerie, Kommandeur des Leibkarabiner-Regiments |       |       |
| 20. Januar | Daniel Falkiner                                                   | irischer Politiker                                                                 |       |       |
| 21. Januar | Alexander Fixlmillner                                             | römisch-katholischer Geistlicher; Abt des Benediktinerstiftes Kremsmünster         | 72    |       |
| 22. Januar | Joseph-François de Cadenet de Charleval                           | französischer Bischof                                                              | 48    |       |
| 22. Januar | Johannes Deknatel                                                 | mennonitischer Theologe                                                            | 60    |       |
| 26. Januar | Johanna Katharina von Montfort                                    | Gräfin von Montfort sowie Regentin von Hohenzollern-Sigmaringen                    | 80    |       |
| 29. Januar | Sebastian Eberhard Jhering                                        | preußischer Regierungsdirektor in Ostfriesland                                     | 58    |       |
| 31. Januar | Giorgio Doria                                                     | italienischer Bischof und Kardinal                                                 | 50    |       |

## Februar
| Tag         | Name                                | Beruf, bekannt als                                                                      | Alter | Beleg |
| ----------- | ----------------------------------- | --------------------------------------------------------------------------------------- | ----- | ----- |
| 2. Februar  | Heinrich Scharbau                   | Lübecker Theologe                                                                       | 69    |       |
| 3. Februar  | Johann Ernst Höpfner                | deutscher Jurist und Hochschullehrer an der Universität Gießen                          | 56    |       |
| 3. Februar  | Benjamin Lay                        | britischer Philanthrop, Abolitionist, Schriftsteller                                    | 77    |       |
| 9. Februar  | Louise Henriette de Bourbon-Conti   | französische Prinzessin und durch Heirat Herzogin von Chartres und d’Orléans            | 32    |       |
| 11. Februar | Johann Peter Schiltenberger         | deutscher Rechtswissenschaftler und Hochschullehrer                                     |       |       |
| 12. Februar | Muhammad I. ar-Rashid               | Bey von Tunis und Musiker                                                               |       |       |
| 13. Februar | Christian Hauschild                 | deutscher evangelischer Theologe                                                        | 65    |       |
| 15. Februar | Johann Jacob Gottschald             | deutscher Theologe und Kirchenlieddichter                                               | 70    |       |
| 19. Februar | Karl Ferdinand von Hagen            | preußischer Generalmajor und Chef des Infanterie-Regiments Nr. 8                        |       |       |
| 20. Februar | Georg Anton Urlaub                  | deutscher Barockmaler                                                                   | 45    |       |
| 25. Februar | Hans Kaspar von Krockow             | preußischer Generalmajor und Chef des Kürassierregiments Nr. 1                          | 58    |       |
| 27. Februar | Jacob Theodor Klein                 | preußischer Rechts- und Geschichtswissenschaftler, Botaniker, Mathematiker und Diplomat | 73    |       |
| 27. Februar | Lothar Johann Hugo Franz von Ostein | Geheimer Rat                                                                            | 63    |       |
| 28. Februar | Johann Ludwig Frey                  | Schweizer Theologe und Historiker                                                       | 76    |       |

## März
| Tag      | Name                             | Beruf, bekannt als                                              | Alter | Beleg |
| -------- | -------------------------------- | --------------------------------------------------------------- | ----- | ----- |
| 3. März  | Louis-Anne La Virotte            | französischer Arzt, Militär und Enzyklopädist                   |       |       |
| 3. März  | Christian Ludwig Lipten          | reformierter Hofprediger in Potsdam und Altlandsberg            | 60    |       |
| 6. März  | Joachimus Schwartz               | deutscher Rechtswissenschaftler                                 | 72    |       |
| 10. Mai  | Marie-Marthe Brahier             | Schweizer Oberin                                                |       |       |
| 10. März | Nicolas de Saulx-Tavannes        | französischer Bischof; Kardinal der römisch-katholischen Kirche | 68    |       |
| 16. März | Johann Christian Eschenbach      | deutscher Jurist, Philosoph und Rektor der Universität Rostock  | 40    |       |
| 16. März | Nicolaus Jonas Sorber            | deutscher Stück- und Glockengießer                              |       |       |
| 19. März | Johann Heinrich Acker            | deutscher Gymnasiallehrer, Philologe und Literaturhistoriker    | 79    |       |
| 19. März | Sebastian Bodinus                | deutscher Komponist und Kapellmeister                           | 58    |       |
| 19. März | César Verdier                    | französischer Arzt, Anatom                                      | 63    |       |
| 21. März | Ernst Joachim Westphal           | deutscher Verwaltungsjurist und Politiker                       | 59    |       |
| 26. März | Jan Wandelaar                    | niederländischer Maler, Kupferstecher und Radierer              | 68    |       |
| 27. März | August Johann Rösel von Rosenhof | deutscher Naturforscher, Miniaturmaler und Kupferstecher        | 53    |       |
| 30. März | Friedrich Wilhelm von Kyaw       | preußischer Generalleutnant                                     | 51    |       |
| 30. März | Johann von Wespien               | deutscher Tuchfabrikant und Bürgermeister der Stadt Aachen      | 58    |       |

## April
| Tag       | Name                                 | Beruf, bekannt als                                                | Alter | Beleg |
| --------- | ------------------------------------ | ----------------------------------------------------------------- | ----- | ----- |
| 5. April  | Johann Adam Dossenberger             | schwäbischer Baumeister                                           | 42    |       |
| 6. April  | Johann Gottfried Zinn                | deutscher Mediziner und Botaniker                                 | 31    |       |
| 7. April  | Johann Hermann Becker                | deutscher lutherischer Theologe                                   | 58    |       |
| 11. April | Heinrich Gottfried Haferung          | deutscher lutherischer Theologe                                   | 45    |       |
| 12. April | Conrad Kersten                       | Unternehmer und Bankier                                           | 76    |       |
| 12. April | Karl Gustav von Lilienfeld           | baltischer Adelsmann                                              |       |       |
| 13. April | Johann Casimir von Isenburg-Birstein | deutscher Heeresführer                                            | 43    |       |
| 14. April | Georg Friedrich Händel               | Komponist des Barock                                              | 74    |       |
| 17. April | Johann Gottfried von Stockhausen     | königlich preußischer Oberst und Chef des Stettiner Landregiments |       |       |
| 22. April | Simon Benedikt Faistenberger         | österreichischer Maler                                            | 63    |       |
| 25. April | Georg Karl von Dyherrn               | sächsischer Generalleutnant                                       | 49    |       |
| 30. April | Bernardo De Dominici                 | italienischer Maler und Kunsthistoriker                           | 75    |       |

## Mai
| Tag     | Name                                     | Beruf, bekannt als                                                            | Alter | Beleg |
| ------- | ---------------------------------------- | ----------------------------------------------------------------------------- | ----- | ----- |
| 1. Mai  | Otto Carl von Callenberg                 | deutsch-dänischer Oberhofmarschall und Oberlanddrost der Herrschaft Pinneberg | 73    |       |
| 2. Mai  | Christophe Huet                          | französischer Dekorateur und Maler                                            |       |       |
| 3. Mai  | Christian Gottlieb Kluge der Ältere      | deutscher evangelischer Theologe                                              | 60    |       |
| 4. Mai  | Johann Heinrich Steffan                  | deutscher Kapellmeister und Komponist                                         | 55    |       |
| 5. Mai  | Anton Dorazil                            | böhmischer Bildhauer des Barock                                               |       |       |
| 9. Mai  | Benedict Prill                           | Augustiner-Chorherr                                                           | 38    |       |
| 11. Mai | Richard Manningham                       | englischer Geburtshelfer                                                      |       |       |
| 12. Mai | Johann Cunde                             | deutscher Theologe und Schulmann                                              |       |       |
| 12. Mai | Johann Michael Winterhalder              | deutscher Bildhauer und Holzschnitzer                                         | 52    |       |
| 13. Mai | Lambert-Sigisbert Adam                   | französischer Bildhauer des Neobarock                                         | 58    |       |
| 14. Mai | Christoph Gottlieb Fröber                | deutscher Kantor und Komponist                                                | 54    |       |
| 17. Mai | Johann Friedrich von Kreytzen            | preußischer Generalmajor, Chef des Infanterie-Regiments Nr. 40                |       |       |
| 18. Mai | Johann Christian Schmidt                 | deutscher Bildhauer des Spätbarock                                            |       |       |
| 22. Mai | Georg Anton Heintz                       | mährischer Bildhauer des Barock                                               | 61    |       |
| 23. Mai | Eleonora Philippina von Hessen-Rotenburg | landgräfliche Prinzessin und Pfalzgräfin von Pfalz-Sulzbach                   | 46    |       |

## Juni
| Tag      | Name                                         | Beruf, bekannt als                                                                                          | Alter | Beleg |
| -------- | -------------------------------------------- | --- | ----- | ----- |
| 2. Juni  | Christoph Wilhelm von Kalckstein             | preußischer Generalfeldmarschall                                                                            | 76    |       |
| 3. Juni  | Didier Diderot                               | französischer Messerschmied; Vater von Denis Diderot                                                        | 73    |       |
| 10. Juni | Johann Georg Buder                           | deutscher Maler des Barocks                                                                                 | 32    |       |
| 10. Juni | Ludwig Friedrich von Sachsen-Hildburghausen  | Prinz von Sachsen-Hildburghausen und holländischer General                                                  | 48    |       |
| 11. Juni | Matthäus Arnold Wilckens                     | deutscher Jurist und Dichter                                                                                |       |       |
| 12. Juni | Joachim Leopold von Bredow                   | preußischer Adliger und Offizier                                                                            | 59    |       |
| 12. Juni | William Collins                              | britischer Dichter                                                                                          | 37    |       |
| 14. Juni | Heinrich Wilhelm Döbel                       | deutscher Jäger und Forstmann sowie Verfasser von jagd- und forstwissenschaftlichen Schriften               |       |       |
| 15. Juni | Friedrich Siegmund von Bredow                | preußischer Adliger und Offizier, zuletzt preußischer General der Kavallerie                                |       |       |
| 19. Juni | Johann Konrad Gmelin                         | deutscher Mediziner                                                                                         | 51    |       |
| 20. Juni | Moritz Adolf Karl von Sachsen-Zeitz-Neustadt | Bischof von Königgrätz und Bischof von Leitmeritz, Domherr in Köln, Herzog von Sachsen-Zeitz-Pegau-Neustadt | 56    |       |
| 21. Juni | Francesco Scipione Maria Borghese            | römisch-katholischer Bischof und Kardinal                                                                   | 62    |       |
| 21. Juni | Sebastián de Eslava y Lazaga                 | Vizekönig von Neugranada                                                                                    |       |       |
| 22. Juni | Louis de Cahusac                             | französischer Dramenautor, Librettist, königlicher Zensor und Beiträger zur Encyclopédie                    | 53    |       |
| 27. Juni | Vincent de Gournay                           | französischer Wirtschaftswissenschaftler                                                                    | 47    |       |
| 27. Juni | Georg Daniel Heumann                         | deutscher Kupferstecher                                                                                     | 67    |       |
| 29. Juni | Charles-Joseph Sohier                        | französischer Geiger, Organist und Komponist                                                                | 31    |       |

## Juli
| Tag      | Name                               | Beruf, bekannt als                                                                                | Alter | Beleg |
| -------- | ---------------------------------- | ------------------------------------------------------------------------------------------------- | ----- | ----- |
| 5. Juli  | Magnus Lagerström                  | Direktor der Schwedischen Ostindien-Kompanie                                                      | 67    |       |
| 6. Juli  | Johann Wilhelm Dietmar             | deutscher Rechtswissenschaftler                                                                   |       |       |
| 11. Juli | Adam Koljo                         | pietistischer estnischer Prediger und theologischer Übersetzer                                    |       |       |
| 19. Juli | Jacques-Antoine Denoyé             | französischer Organist und Komponist                                                              |       |       |
| 23. Juli | Moritz Franz Kasimir von Wobersnow | preußischer Generalmajor der Infanterie und Generaladjutant von Friedrich II.                     | 51    |       |
| 24. Juli | Antoine Gaubil                     | französischer Wissenschaftshistoriker                                                             | 70    |       |
| 25. Juli | Johann Christoph Altnikol          | deutscher Komponist und Organist des Barock                                                       |       |       |
| 27. Juli | Pierre Louis Moreau de Maupertuis  | französischer Mathematiker, Astronom und Philosoph                                                | 60    |       |
| 29. Juli | Kata Bethlen                       | ungarische Förderin des protestantischen Glaubens in Siebenbürgen und Schriftstellerin des Barock | 58    |       |
| Juli     | Johann Rütger Wuppermann           | Bürgermeister in Elberfeld                                                                        | 79    |       |

## August
| Tag        | Name                            | Beruf, bekannt als                                                                                                | Alter | Beleg |
| ---------- | ------------------------------- | --- | ----- | ----- |
| 4. August  | Ambroise-Joseph de Herzelles    | 3. Marquis von Fauquez und Ittre, Superintendant und Generalmanager der Finanzen der österreichischen Niederlande | 79    |       |
| 6. August  | Eugene Aram                     | englischer Altphilologe                                                                                           |       |       |
| 7. August  | Georg Wilhelm Kirchmaier        | deutscher Philosoph, Rhetoriker und Sprachwissenschaftler                                                         | 86    |       |
| 8. August  | Carl Heinrich Graun             | deutscher Komponist und Sänger                                                                                    | 55    |       |
| 10. August | Diego d’Aguilar                 | marranischer Finanzier und Hofjude in Wien                                                                        |       |       |
| 10. August | Ferdinand VI.                   | König von Spanien                                                                                                 | 45    |       |
| 11. August | Maximilian von Bornstedt        | preußischer Major und Ritter des Orden Pour le Mérite                                                             | 50    |       |
| 12. August | Georg Ludwig von Puttkamer      | preußischer Generalmajor                                                                                          | 44    |       |
| 12. August | Tobias Heinrich Gottfried Trost | thüringischer Orgelbauer                                                                                          |       |       |
| 24. August | Ewald Christian von Kleist      | preußischer Dichter und Offizier                                                                                  | 44    |       |
| 25. August | Johann Adolph von Loß           | kurfürstlich-sächsischer Kabinettsminister und Geheimer Rat sowie Rittergutsbesitzer                              | 69    |       |
| 31. August | Johann Dietrich von Steinen     | deutscher evangelischer Pfarrer und Historiker                                                                    | 60    |       |

## September
| Tag           | Name                                                     | Beruf, bekannt als                                                                               | Alter | Beleg |
| ------------- | -------------------------------------------------------- | ------------------------------------------------------------------------------------------------ | ----- | ----- |
| 1. September  | Leonhard Klinckowström                                   | schwedischer Diplomat, Oberpostdirektor und Staatssekretär                                       | 73    |       |
| 3. September  | Gerhard von Dernath                                      | herzoglich gottorpischer Geheimer Rat                                                            | 59    |       |
| 3. September  | Joachim Wilhelm von Hertzberg                            | königlich preußischer Oberst und Kommandeur des Infanterie-Regiments Nr. 12                      |       |       |
| 4. September  | Girolamo Chiti                                           | italienischer Komponist                                                                          | 80    |       |
| 5. September  | Rudolph August von Hoffmann                              | königlich preußischer Oberst, Chef des Füselier-Regiments Nr. 44                                 |       |       |
| 5. September  | Christoph Adam Jäger von Jägersberg                      | deutscher Hofmeister und Kirchenliederdichter                                                    | 75    |       |
| 6. September  | Laurids de Thurah                                        | dänischer Architekt, Baumeister und Topograf                                                     | 53    |       |
| 8. September  | Johann Gottlob Wilhelm Dunkel                            | deutscher evangelischer Theologe und Historiker                                                  | 38    |       |
| 10. September | Johann Martin Chladni                                    | deutscher evangelischer Theologe und Historiker                                                  | 49    |       |
| 12. September | Karl Anton August von Schleswig-Holstein-Sonderburg-Beck | Prinz von Schleswig-Holstein-Sonderburg-Beck                                                     | 32    |       |
| 13. September | James Wolfe                                              | britischer General                                                                               | 32    |       |
| 14. September | Louis-Joseph de Montcalm                                 | französischer General im Franzosen- und Indianerkrieg                                            | 47    |       |
| 16. September | Nicolas Antoine Boulanger                                | französischer Ingenieur, Wissenschaftler, Linguist, philosophischer Historiker und Enzyklopädist | 36    |       |
| 17. September | Adalbert II. von Walderdorff                             | Fürstabt und Bischof von Fulda                                                                   | 62    |       |
| 18. September | Santa Stella                                             | italienische Sopranistin                                                                         |       |       |
| 25. September | August Friedrich von Itzenplitz                          | königlich preußischer Generalleutnant und Ritter des Schwarzen Adlerordens                       | 66    |       |
| 27. September | Gaetano Fanti                                            | italienischer Freskenmaler des Spätbarock                                                        |       |       |
| 27. September | Johann Andreas Geismer                                   | deutscher evangelisch-lutherischer Geistlicher                                                   | 63    |       |
| 30. September | Martin Knobloch                                          | deutscher Pädagoge und evangelischer Theologe                                                    | 75    |       |

## Oktober
| Tag         | Name                           | Beruf, bekannt als | Alter | Beleg |
| ----------- | ------------------------------ | --- | ----- | ----- |
| 4. Oktober  | Johann Dietrich von Manstein   | preußischer Offizier, zuletzt Oberst Friedrichs des Großen, Kommandeur des Dragoner-Regiments Nr. 2                       | 53    |       |
| 6. Oktober  | Johann Gottlob Krüger          | deutscher Arzt und Naturforscher                                                                                          | 44    |       |
| 7. Oktober  | Karl August von Bergen         | Anatom und Botaniker | 55    |       |
| 10. Oktober | Paul Lucas                     | französischer Genealoge                                                                                                   |       |       |
| 10. Oktober | Franz Christoph von Manteuffel | preußischer Oberst, Regimentsinhaber                                                                                      |       |       |
| 13. Oktober | Martin Schipani                | deutscher Uhrmachermeister                                                                                                |       |       |
| 14. Oktober | Kaspar Scheurer                | österreichischer Augustiner                                                                                               | 56    |       |
| 16. Oktober | Ernst Friedrich von Holtzmann  | königlich preußischer Oberst und Kommandeur des 2. Artilleriebataillons                                                   |       |       |
| 17. Oktober | Elisabeth Mooij                | niederländische Schauspielerin                                                                                            |       |       |
| 18. Oktober | Louis de Caix d’Hervelois      | französischer Komponist und Gambist                                                                                       |       |       |
| 22. Oktober | Johann Rudolf von Twickel      | Geheimrat und Amtsdroste im Amt Rheine-Bevergern                                                                          | 75    |       |
| 24. Oktober | Carl Heinrich Möller           | Jurist, Richter am Wismarer Tribunal                                                                                      | 50    |       |
| 25. Oktober | Johann Juncker                 | deutscher Mediziner | 79    |       |
| 27. Oktober | Konstancja Czartoryska         | polnische Fürstin | 64    |       |
| 28. Oktober | Georg Ernst von Klitzing       | königlich preußischer Generalmajor der Infanterie und Kommandeur des Infanterie-Regiments Nr. 31 sowie Erbherr auf Tornow |       |       |
| 28. Oktober | Georges Polier de Bottens      | Schweizer evangelischer Theologe und Hochschullehrer                                                                      | 83    |       |

## November
| Tag          | Name                                     | Beruf, bekannt als                                 | Alter | Beleg |
| ------------ | ---------------------------------------- | -------------------------------------------------- | ----- | ----- |
| 2. November  | Charles Hanbury Williams                 | britischer Diplomat                                | 50    |       |
| 11. November | Ernst Anton Erdmann von Pannwitz         | preußischer Land-, Justiz-, Kriegs- und Domänenrat | 53    |       |
| 11. November | Johann Edmund von Wachtendonk            | Domherr in Münster und Osnabrück                   |       |       |
| 16. November | Johann Michael Strickner                 | österreichischer Maler                             | 39    |       |
| 24. November | Christoph Friedrich von der Osten-Sacken | Landhofmeister und Kanzler in Kurland.             |       |       |
| 29. November | Alamgir II.                              | indischer Großmogul                                | 60    |       |
| 29. November | Nikolaus I Bernoulli                     | Schweizer Mathematiker                             | 72    |       |

## Dezember
| Tag          | Name                                  | Beruf, bekannt als                                                                                | Alter | Beleg |
| ------------ | ------------------------------------- | ------------------------------------------------------------------------------------------------- | ----- | ----- |
| 6. Dezember  | Marie Louise Élisabeth de Bourbon     | Prinzessin von Frankreich und Herzogin von Parma                                                  | 32    |       |
| 10. Dezember | René-Jacques Croissant de Garengeot   | französischer Chirurg                                                                             | 71    |       |
| 10. Dezember | Heinrich August Gerlach               | deutscher Mediziner und Librettist                                                                |       |       |
| 14. Dezember | Johann Paul Heumann                   | deutscher Hoftischler und Oberhofbaumeister in Hannover                                           |       |       |
| 18. Dezember | François de Franquetot, duc de Coigny | Marschall von Frankreich                                                                          | 89    |       |
| 20. Dezember | Karl Ferdinand von Königsegg          | deutscher habsburgischer Verwaltungsbeamter und Diplomat                                          | 63    |       |
| 21. Dezember | Richard Russell                       | britischer Arzt                                                                                   | 72    |       |
| 22. Dezember | Friedrich Wilhelm von Rochow          | preußischer Generalleutnant, Chef des Kürassier-Regiments Nr. 8, Träger des Schwarzen Adlerordens | 70    |       |
| 26. Dezember | Ivan Jelínek                          | böhmischer Benediktinerpater, Organist, Lautenist und Komponist                                   | 76    |       |
| 28. Dezember | Franz Joseph von Stengel              | kurpfälzischer Geheimrat und Kanzleidirektor                                                      | 76    |       |

## Datum unbekannt
| Tag | Name                              | Beruf, bekannt als                                                       | Alter | Beleg |
| --- | --------------------------------- | ------------------------------------------------------------------------ | ----- | ----- |
|     | Martin Biterich                   | Mainzer Bildhauer der Barockzeit                                         |       |       |
|     | Johann Christian von Brandeis     | preußischer Generalleutnant und Chef des Füselier-Regiments Nr. 38       |       |       |
|     | Jasper Carstens                   | deutscher Baumeister                                                     |       |       |
|     | Thomas Coke, 1. Earl of Leicester | englischer Großgrundbesitzer, Mäzen und Politiker                        |       |       |
|     | Carlo Francesco Dotti             | italienischer Architekt                                                  |       |       |
|     | Göynüklü Ahmed Efendi             | türkischer Chronist und Kanzleisekretär                                  |       |       |
|     | Johann Gottfried Findeisen        | deutscher Baumeister                                                     |       |       |
|     | Diedrich Garlichs                 | Kaufmann, Mäzen                                                          |       |       |
|     | Karl Joseph von Gillern           | kaiserlicher Hofrat und Friedensunterhändler                             |       |       |
|     | Hattori Nankaku                   | japanischer Dichter und Maler                                            |       |       |
|     | Johan Kinnerus                    | schwedischer Maler                                                       |       |       |
|     | Andreas Krüger                    | deutscher Maler und Architekt                                            |       |       |
|     | Jean-Nicolas Lambert              | französischer Lauten- und Geigenbauer                                    |       |       |
|     | Julien Le Roy                     | französischer Uhrmacher                                                  |       |       |
|     | Pietro Martorana                  | italienischer Maler                                                      |       |       |
|     | Bernhard Meretyn                  | Lemberger Architekt des Barocks                                          |       |       |
|     | Johann Neuber                     | deutscher Theaterschauspieler und Ehemann von Friederike Caroline Neuber |       |       |
|     | Ong Kham                          | König des Königreichs Luang Phrabang                                     |       |       |
|     | Cornelis Pronk                    | holländischer Maler, Zeichner und Porzellanmaler                         |       |       |
|     | Franz Rothermel                   | Baumeister des Barock                                                    |       |       |
|     | Johann Caspar Schröder            | niederländischer Klassischer Philologe                                   |       |       |
|     | Lothar Carl von Schrottenberg     | Beamter im Hochstift Bamberg                                             |       |       |
|     | Gaspare Serenario                 | italienischer Maler                                                      |       |       |
|     | Johann Georg Stockmar             | Darmstädter Hofmaler                                                     |       |       |
|     | Fabio Ursillo                     | italienischer Lautenist und Komponist                                    |       |       |
|     | Antoine Vater                     | französischer Cembalobauer deutscher Herkunft                            |       |       |
|     | Ascher Worms                      | deutscher Mathematiker, Gemeindearzt und Gelehrter                       |       |       |